# Матења вас
Матења вас (словен. Matenja vas, итал. Mattegna) је насељено место у општини Постојна, Приморско-нотрањска регија, Словенија.

## Историја
До територијалне реорганизације у Словенији била је у саставу старе општине Постојна.

## Становништво
У попису становништва из 2011. године, Матења вас је имала 353 становника.
| Број становника према пописима | Број становника према пописима | Број становника према пописима |
| ------------------------------ | ------------------------------ | ------------------------------ |
| 1991                           | 2002                           | 2011                           |
| 289                            | 329                            | 353                            |